# Rabiea albinota
Rabiea albinota är en isörtsväxtart som först beskrevs av Adrian Hardy Haworth, och fick sitt nu gällande namn av Nicholas Edward Brown. Rabiea albinota ingår i släktet Rabiea och familjen isörtsväxter. Inga underarter finns listade i Catalogue of Life.